# Ideopsis hadrumeta
Ideopsis hadrumeta är en fjärilsart som beskrevs av Hans Fruhstorfer 1911. Ideopsis hadrumeta ingår i släktet Ideopsis och familjen praktfjärilar. Inga underarter finns listade i Catalogue of Life.